# Liste der Baudenkmäler in Leinburg
Auf dieser Seite sind die Baudenkmäler in der mittelfränkischen Gemeinde Leinburg zusammengestellt. Diese Tabelle ist eine Teilliste der Liste der Baudenkmäler in Bayern. Grundlage ist die Bayerische Denkmalliste, die auf Basis des Bayerischen Denkmalschutzgesetzes vom 1. Oktober 1973 erstmals erstellt wurde und seither durch das Bayerische Landesamt für Denkmalpflege geführt wird. Die folgenden Angaben ersetzen nicht die rechtsverbindliche Auskunft der Denkmalschutzbehörde.
 Diese Liste gibt den Fortschreibungsstand vom 4. Juni 2019 wieder und enthält 42 Baudenkmäler.

## Baudenkmäler nach Gemeindeteilen

### Leinburg
| Lage                          | Objekt                                                  | Beschreibung | Akten-Nr.     | Bild           |
| ----------------------------- | ------------------------------------------------------- | --- | ------------- | -------------- |
| Altdorfer Straße 1 (Standort) | Scheune                                                 | Fachwerkbau mit Steilsatteldach, 18./19. Jahrhundert | D-5-74-139-1  | BW             |
| Bachgasse 1 (Standort)        | Ehemaliges Wohnstallhaus                                | Eingeschossiger Sandsteinbau mit Steilsatteldach, bezeichnet „1761“ Ehemaliger Stall: Satteldachbau mit Fachwerkgiebel, 18. Jahrhundert | D-5-74-139-3  | weitere Bilder |
| Bachgasse 9 (Standort)        | Ehemaliges Wohnstallhaus                                | Eingeschossiger Massivbau mit Fachwerkgiebel, 18. Jahrhundert | D-5-74-139-4  | weitere Bilder |
| Brunner Straße 11 (Standort)  | Ehemalige Scheune                                       | Fachwerkbau mit Krüppelwalm, wohl spätes 17./frühes 18. Jahrhundert; zwischen Brunner Straße 13 und 15 | D-5-74-139-7  | weitere Bilder |
| Gänsebühlstraße 9 (Standort)  | Bauernhaus                                              | Eingeschossiger Sandsteinquaderbau mit Satteldach, im Kern 17./18. Jahrhundert Backofen, Sandstein, 18. Jahrhundert | D-5-74-139-10 | weitere Bilder |
| Hauptstraße 58, 60 (Standort) | Kath. Pfarrzentrum St. Joseph der Arbeiter: Pfarrkirche | eingeschossiger, verputzter Massivbau mit Pyramidendach und umlaufendem Fensterband, Ferdinand Reubel, 1963–65; mit Ausstattung; Campanile, eingeschossiger Betonbau mit steilem Pyramidendach, gleichzeitig; im Erdgeschoss seit 1998 Gedenkort für die Heimatvertriebenen; Gemeindezentrum, drei versetzt aneinander gereihte Erdgeschossbauten mit flachen Pyramidendächern, gleichzeitig; Einfriedung, Betonmauern mit Waschbetonstufen, gleichzeitig; an der Hauptstraße | D-5-74-139-55 | BW             |
| Kornmarkt (Standort)          | Scheune                                                 | Fachwerkbau mit Steilsatteldach, erste Hälfte 19. Jahrhundert | D-5-74-139-11 | BW             |
| Marktplatz 8, 12 (Standort)   | Kantorat- und Mesnerhaus                                | Dreigeschossiger Sandsteinquaderbau mit Walmdach, 17. Jahrhundert, angefügter Giebeltrakt, 19. Jahrhundert | D-5-74-139-13 | weitere Bilder |
| Marktplatz 10 (Standort)      | Evangelisch-lutherische Pfarrkirche Sankt Leonhard      | Im Kern spätmittelalterliche Chorturmkirche, Chorturmausbau 16. Jahrhundert, wesentliche Erneuerung 1720, Wiederherstellung nach schweren Kriegsschäden 1946–1954 Friedhofbefestigung: zum Teil mit Wehrgang, weitgehend erhalten, 1616 | D-5-74-139-14 | weitere Bilder |
| Marktplatz 14 (Standort)      | Brauereigasthof                                         | Stattlicher, zweigeschossiger Sandsteinquaderbau mit Walmdach und Fledermausgauben, Gesimsgliederung und biedermeierlicher Haustür mit geschnitzten Brausymbolen, Mitte 19. Jahrhundert Wirtshausausleger: Metall, gleichzeitig Im Hof ehemaliges Brauhaus: zweigeschossiger Satteldachbau mit Trockenluken, Sandsteinerdgeschoss mit Fachwerkobergeschoss, bezeichnet „1617“                                                                                                 | D-5-74-139-15 | weitere Bilder |

### Diepersdorf
| Lage                                    | Objekt             | Beschreibung | Akten-Nr.     | Bild           |
| --------------------------------------- | ------------------ | --- | ------------- | -------------- |
| Bachweg 3 (Standort)                    | Wohnstallhaus      | Eingeschossiger traufseitiger Sandsteinquaderbau mit Steilsatteldach und Fachwerkgiebel, 18./frühes 19. Jahrhundert, Umbau spätes 19./frühes 20. Jahrhundert  | D-5-74-139-54 | Wohnstallhaus  |
| Diepersdorfer Hauptstraße 29 (Standort) | Altes Gemeindehaus | Zweigeschossiger Sandsteinbau mit Satteldach, zweite Hälfte 19. Jahrhundert Scheune: massiver Satteldachbau mit Fachwerkgiebel, zweite Hälfte 19. Jahrhundert | D-5-74-139-16 | weitere Bilder |

### Entenberg
| Lage                                        | Objekt                                                 | Beschreibung | Akten-Nr.     | Bild           |
| ------------------------------------------- | ------------------------------------------------------ | --- | ------------- | -------------- |
| Entenberger Hauptstraße 25, 25 a (Standort) | Ehemaliges Gasthaus                                    | Zweigeschossiger traufseitiger Satteldachbau mit Fachwerkobergeschoss und -giebel, 1775/76, verändert im späten 19./frühen 20. Jahrhundert Scheune: massiver Steilsatteldachbau mit Hopfengaubenband, zweite Hälfte 19. Jahrhundert | D-5-74-139-18 | BW             |
| Entenberger Hauptstraße 36 (Standort)       | Scheune                                                | Massiver Steilsatteldachbau mit Fachwerkgiebel, 1819 | D-5-74-139-19 | BW             |
| Entenberger Hauptstraße 42 (Standort)       | Ehemaliges Wohnstallhaus                               | Eingeschossiger Steilsatteldachbau, rückseitiger Giebel Fachwerk, 19. Jahrhundert | D-5-74-139-20 | BW             |
| Entenberger Hauptstraße 50 (Standort)       | Ökonomiegebäude                                        | Unverputzter Bruchsteinbau mit Kniestock, Satteldach und Ziegelsteinornament, Plan von Albert Frommel, kgl. Bauinspektion Nürnberg, 1854                                                                                            | D-5-74-139-53 | BW             |
| Friedenstraße 1 (Standort)                  | Ehemaliges Wohnstallhaus                               | Massiver eingeschossiger Steilsatteldachbau mit Fachwerkgiebel, erste Hälfte 19. Jahrhundert | D-5-74-139-21 | weitere Bilder |
| Friedenstraße 4 (Standort)                  | Evangelisch-lutherische Pfarrkirche St. Peter und Paul | Chorturm, Anfang 14. Jahrhundert, Langhaus im Kern wohl Ende 13. Jahrhundert, 1723/30 mit stichbogigem Holz-Tonnengewölbe; mit Ausstattung Kirchhofmauer: Sandstein, wohl 14. Jahrhundert                                           | D-5-74-139-22 | weitere Bilder |

### Ernhofen
| Lage                  | Objekt    | Beschreibung | Akten-Nr.     | Bild |
| --------------------- | --------- | --- | ------------- | ---- |
| Ernhofen 1 (Standort) | Bauernhof | Ehemaliges Wohnstallhaus, massiver eingeschossiger Steilsatteldachbau mit reichem Fachwerkgiebel, Dachtragwerk bezeichnet „1804“ Scheune: Fachwerkbau mit Satteldach, 19. Jahrhundert Nebengebäude: Bruchstein, 19. Jahrhundert | D-5-74-139-23 | BW   |
| Ernhofen 3 (Standort) | Scheune   | Fachwerkbau mit Schopfwalmdach, 18. Jahrhundert | D-5-74-139-24 | BW   |

### Fuchsmühle
| Lage                       | Objekt        | Beschreibung | Akten-Nr.     | Bild           |
| -------------------------- | ------------- | --- | ------------- | -------------- |
| Fuchsmühle 1 (Standort)    | Portalplastik | Eingemauerte, farbig gefasste Plastik eines Männerkopfes, zweite Hälfte 16. Jahrhundert | D-5-74-139-25 | BW             |
| Krämersweiher 1 (Standort) | Wasserwerk    | Zweigeschossiger Gebäudekomplex eines Pumpwerks mit Wärterhaus, beide mit Satteldächern, bezeichnet „1893“, Umbau und Verputz, bezeichnet „1926“, und eingeschossigem, nördlichem Pumpwerksanbau mit flachem Satteldach, 1930; mit technischer Ausstattung | D-5-74-139-51 | weitere Bilder |

### Gersberg
| Lage                  | Objekt                   | Beschreibung | Akten-Nr.     | Bild |
| --------------------- | ------------------------ | --- | ------------- | ---- |
| Gersberg 2 (Standort) | Ehemaliges Wohnstallhaus | Eingeschossiger Sandsteinquaderbau mit Steilsatteldach, frühes 19. Jahrhundert                                                      | D-5-74-139-26 | BW   |
| Gersberg 6 (Standort) | Ehemaliges Wohnstallhaus | Eingeschossiger Sandsteinquaderbau mit Fachwerkgiebel, 19. Jahrhundert                                                              | D-5-74-139-27 | BW   |
| Gersberg 7 (Standort) | Ehemaliges Wohnstallhaus | Eingeschossiger traufseitiger Steilsatteldachbau mit Giebelfachwerk, Mitte 19. Jahrhundert                                          | D-5-74-139-28 | BW   |
| Gersberg 8 (Standort) | Scheunen                 | Zugehörige kleine Scheune, am Fachwerkgiebel bezeichnet „1734“ und „1878“ Weitere Fachwerkscheune auf Quadersockel, 19. Jahrhundert | D-5-74-139-29 | BW   |

### Oberhaidelbach
| Lage                                                                                  | Objekt                   | Beschreibung                                                                                           | Akten-Nr.     | Bild           |
| ------------------------------------------------------------------------------------- | ------------------------ | --- | ------------- | -------------- |
| Oberhaidelbacher Hauptstraße 37 (Standort)                                            | Scheune                  | Fachwerkbau auf Steinsockel, Schopfwalmdach, wohl erste Hälfte 18. Jahrhundert                         | D-5-74-139-32 | weitere Bilder |
| Weißenbrunner Weg 1 (Standort)                                                        | Ehemaliges Wohnstallhaus | Massiver eingeschossiger Steilsatteldachbau, 18. Jahrhundert Ehemaliger Backofen: wohl 18. Jahrhundert | D-5-74-139-33 | BW             |
| Unteres Viehenloh (etwa 100 m westlich der Ortschaft am Weg nach Pötzling) (Standort) | Steinkreuz               | Spätmittelalterlich                                                                                    | D-5-74-139-34 | weitere Bilder |

### Reuth
| Lage               | Objekt                   | Beschreibung | Akten-Nr.     | Bild                     |
| ------------------ | ------------------------ | --- | ------------- | ------------------------ |
| Reuth 2 (Standort) | Ehemaliges Wohnstallhaus | Massiver eingeschossiger Steilsatteldachbau mit Fachwerkgiebel, im Inneren bezeichnet 1804 Scheune: Fachwerkbau mit vorkragendem Satteldach, im Kern 18. Jahrhundert, Umbau 19. Jahrhundert | D-5-74-139-35 | Ehemaliges Wohnstallhaus |

### Scheerau
| Lage                 | Objekt                | Beschreibung                                                                                                 | Akten-Nr.     | Bild           |
| -------------------- | --------------------- | --- | ------------- | -------------- |
| Scherau 2 (Standort) | Ehemaliger Herrensitz | Zweigeschossiger Sandsteinquaderbau mit Walmdach, Ecklisenen und Wappenkartusche, nach Mitte 18. Jahrhundert | D-5-74-139-36 | weitere Bilder |

### Unterhaidelbach
| Lage                    | Objekt                   | Beschreibung | Akten-Nr.     | Bild                     |
| ----------------------- | ------------------------ | --- | ------------- | ------------------------ |
| Flurstraße 6 (Standort) | Ehemaliges Wohnstallhaus | Massiver eingeschossiger Satteldachbau mit Fachwerkgiebel, Mitte 19. Jahrhundert Scheune: Satteldachbau mit Fachwerkgiebel, Mitte 19. Jahrhundert | D-5-74-139-37 | Ehemaliges Wohnstallhaus |

### Weihersberg
| Lage                     | Objekt        | Beschreibung | Akten-Nr.     | Bild           |
| ------------------------ | ------------- | --- | ------------- | -------------- |
| Weihersberg 1 (Standort) | Wohnstallhaus | Eingeschossiger Sandsteinquaderbau mit Fachwerkgiebel und Steilsatteldach, bezeichnet „1854“ Stall: Massivbau mit Mansarddach, wohl spätes 18. Jahrhundert | D-5-74-139-38 | weitere Bilder |
| Weihersberg 2 (Standort) | Wohnstallhaus | Eingeschossiger Sandsteinquaderbau mit Steilsatteldach, bezeichnet „1863“ Scheune, Massivbau mit Fachwerkgiebel, zweite Hälfte 19. Jahrhundert | D-5-74-139-39 | BW             |
| Weihersberg 3 (Standort) | Bauernhof     | Wohnstallhaus: eingeschossiger Steilsatteldachbau mit Fachwerkgiebel, bezeichnet „1827“ Scheune: Sandsteinquaderbau mit Steilsatteldach, wohl erste Hälfte 19. Jahrhundert Nebengebäude: Sandstein und Ziegelstein, wohl zweite Hälfte 19. Jahrhundert Backofen: Sandsteinbau, erste Hälfte 19. Jahrhundert | D-5-74-139-40 | BW             |

### Weißenbrunn
| Lage                                    | Objekt                   | Beschreibung | Akten-Nr.               | Bild           |
| --------------------------------------- | ------------------------ | --- | ----------------------- | -------------- |
| Ernhofer Straße 2 (Standort)            | Ehemaliges Wohnstallhaus | Eingeschossiger Steilsatteldachbau mit Fachwerkgiebel und Zwerchhausanbau, 18. Jahrhundert, Zwerchhaus wohl frühes 20. Jahrhundert Scheune: Steilsatteldachbau mit Fachwerkgiebel, um 1800 Kleinviehstall: Massivbau mit vorkragendem Steilsatteldach und Fachwerkgiebel, 18./frühes 19. Jahrhundert | D-5-74-139-42           | BW             |
| Ernhofer Straße 3 (Standort)            | Gastwirtschaft           | Zweigeschossiger Steilsatteldachbau mit Fachwerkgiebel, frühes 19. Jahrhundert Scheune: massiver Steilsatteldachbau, wohl zweite Hälfte 19. Jahrhundert | D-5-74-139-43           | BW             |
| Glockengasse 4 (Standort)               | Ehemaliges Schulhaus     | Zweigeschossiger Frackdachbau mit Fachwerkobergeschoss und -giebel, integriert massiver Rechteckturm mit Zeltdach, frühes 18. Jahrhundert | D-5-74-139-44           | BW             |
| Weißenbrunner Hauptstraße 22 (Standort) | Ehemaliges Wohnstallhaus | Massiver Sandsteinbau mit Fachwerkgiebel und Steilsatteldach, 18. Jahrhundert | D-5-74-139-45           | BW             |
| Weißenbrunner Hauptstraße 27 (Standort) | Ehemaliges Wohnstallhaus | Stattlicher Steilsatteldachbau mit Fachwerkgiebel, 18. Jahrhundert Scheune: Massivbau mit Steilsatteldach, 18. Jahrhundert Nebengebäude: wohl zweite Hälfte 19. Jahrhundert | D-5-74-139-46           | weitere Bilder |
| Weißenbrunner Hauptstraße 29 (Standort) | Scheune                  | Kalksteinbau mit Steilsatteldach, 18. Jahrhundert | D-5-74-139-47           | BW             |
| Winner Straße 2 (Standort)              | Wohnstallhaus            | Massiver eingeschossiger Steilsatteldachbau mit Fachwerkgiebel, im Kern 18. Jahrhundert, erweitert mit Zwerchhaus, wohl spätes 19./frühes 20. Jahrhundert | D-5-74-139-48           | weitere Bilder |
| Winner Straße 2 (Standort)              | Scheune                  | Fachwerkbau mit Satteldach, 18. Jahrhundert | D-5-74-139-48 zugehörig | weitere Bilder |
| Winner Straße 2 (Standort)              | Nebengebäude             | massiver Steilsatteldachbau mit Fachwerkgiebel, wohl 18. Jahrhundert | D-5-74-139-48 zugehörig | BW             |

### Winn
| Lage                            | Objekt         | Beschreibung | Akten-Nr.     | Bild |
| ------------------------------- | -------------- | --- | ------------- | ---- |
| Winner Hauptstraße 6 (Standort) | Gastwirtschaft | Eingeschossiger Sandsteinbau mit Steilsatteldach, bezeichnet „1847“ Scheune: Fachwerkbau, erste Hälfte 18. Jahrhundert Scheune: Mitte 19. Jahrhundert | D-5-74-139-49 | BW   |

## Ehemalige Baudenkmäler
In diesem Abschnitt sind Objekte aufgeführt, die früher einmal in der Denkmalliste eingetragen waren, jetzt aber nicht mehr. Objekte, die in anderem Zusammenhang also z. B. als Teil eines Baudenkmals weiter eingetragen sind, sollen hier nicht aufgeführt werden. Aktennummern in diesem Abschnitt sind ehemalige, jetzt nicht mehr gültige Aktennummern.

| Lage                                                                          | Objekt                                           | Beschreibung                                                                                       | Akten-Nr.     | Bild      |
| ----------------------------------------------------------------------------- | ------------------------------------------------ | -------------------------------------------------------------------------------------------------- | ------------- | --------- |
| Leinburg Gänsebühlstraße 5; Nähe Gänsebühlstraße; Nähe Hafnergasse (Standort) | Ehemaliges Wohnstallhaus                         | Eingeschossiger Sandsteinbau mit Fachwerkgiebel, 18. Jahrhundert Stall, Sandstein, 18. Jahrhundert | D-5-74-139-8  | BW        |
| Fuchsmühle Fuchsmühle 1 (Standort)                                            | Nachgotische Maßwerkbrüstungen und Portalplastik | Eingemauerte Teile, zweite Hälfte 16. Jahrhundert                                                  | D-5-74-139-25 | BW        |
| Scheerau Scherau 1 (Standort)                                                 | Zugehörige Sandsteinscheuer                      | Bezeichnet „1843“                                                                                  | D-5-74-139-36 | BW        |
| Weihersberg Weihersberg 2 (Standort)                                          | Scheune                                          | Massivbau mit Fachwerkgiebel, zweite Hälfte 19. Jahrhundert                                        | D-5-74-139-39 | BW        |
| Winn Winner Hauptstraße 5; Winner Hauptstraße 3 (Standort)                    | Bauernhof                                        | Scheune, stattlicher Fachwerkbau, 18. Jahrhundert                                                  | D-5-74-139-50 | Bauernhof |

## Abgegangene Baudenkmäler
In diesem Abschnitt sind Objekte aufgeführt, die früher einmal in der Denkmalliste eingetragen waren, jetzt aber nicht mehr existieren, z. B. weil sie abgebrochen wurden. Aktennummern in diesem Abschnitt sind ehemalige, jetzt nicht mehr gültige Aktennummern.

| Lage                                                       | Objekt    | Beschreibung | Akten-Nr.     | Bild |
| ---------------------------------------------------------- | --------- | --- | ------------- | ---- |
| Winn Winner Hauptstraße 5; Winner Hauptstraße 3 (Standort) | Bauernhof | Nebengebäude, zweigeschossiger Sandsteinquaderbau mit Fachwerk, um 1800; das Gebäude wurde im Jahr 2018 abgebrochen | D-5-74-139-50 | BW   |